# Antonela
Antonela je žensko osebno ime.

## Izvor imena
Ime Antonela je različica ženskega osebnega imena Antonija.

## Pogostost imena
Po podatkih Statističnega urada Republike Slovenije je bilo na dan 31. decembra 2007 v Sloveniji število ženskih oseb z imenom Antonela: 30.

## Osebni praznik
Osebe z imenom Antonela lahko godujejo takrat kot osebe z imenom Antonija.